# وایسرکه
وایسرکه (به قزاقی: Dmitrievka) یک منطقهٔ مسکونی در قزاقستان است که در شهرستان ایله، قزاقستان واقع شده‌است.